# دهه کامن ریدر
دهه کامن ریدر (انگلیسی: Kamen Rider Decade) عنوان اولین قسمت از نسخه‌های سال ۲۰۰۹ مجموعه طولانی درام ژاپنی کامن ریدر توکوساتسو است.